# Ash-Shuhada, Egypten
ash-Shuhada är en ort i Egypten. Den ligger i guvernementet al-Minufiyya, i den norra delen av landet, 70 km nordväst om huvudstaden Kairo. ash-Shuhada ligger 12 meter över havet och folkmängden uppgår till cirka 60 000 invånare.

## Geografi
Terrängen runt ash-Shuhada är mycket platt. Runt ash-Shuhada är det mycket tätbefolkat, med 2 711 invånare per kvadratkilometer. Närmaste större samhälle är Shibin al-Kawm, cirka 12 km öster om ash-Shuhada. Trakten runt ash-Shuhada består till största delen av jordbruksmark.